# Enciclopédia Internacional de Compositoras
A Enciclopédia Internacional de Compositoras é um livro de referência de 1981 de Aaron I. Cohen que contém biografias de mais de 5.000 mulheres compositoras de quase 70 países. Foi criado quando Cohen se aposentou para ajudar a preencher uma lacuna na história da música. Duas edições foram publicadas e a segunda edição consiste de dois volumes.

## Contexto histórico
Cohen era um homem aposentado na casa dos sessenta, cujas intenções eram preencher uma "lacuna significativa na história da música" e ser "liberal e inclusivo" com as compositoras que escolheu. Uma pequena equipe que ele reuniu o ajudou a traduzir o texto para 15 idiomas. O livro foi escrito parcialmente em resposta a um comentário de Thomas Beecham, que disse: "Não há mulheres compositoras, nunca houve e possivelmente nunca haverá". Compositoras pouco conhecidos que constam no livro incluem a compositora escocesa Christine Morison, a compositora americana Louise Talma e a compositora do século VI Hind Bind 'Utba. O primeiro volume inclui um verbete intitulado "Fatos notáveis sobre compositoras femininas". A primeira edição tinha 597 páginas, com mais de 5.000 compositoras de quase 70 países e originalmente custava US$ 135.

## Segunda edição
Durante o tempo em que a enciclopédia estava sendo produzida, um diretório semelhante estava em processo de ser montado pelo Comitê de Artes/Cartas/Música do Conselho Internacional de Mulheres . A segunda edição foi publicada em 1987, combinando verbetes do Conselho de Mulheres e de Cohen. A segunda edição consistiu de dois volumes e acrescentou 643 biografias de mulheres compositoras que viveram "atrás da cortina de ferro ", composições de compositoras árabes que se estenderam por nove séculos e 500 compositoras que foram referidas como desconhecidas na primeira edição. Cada entrada biográfica inclui fontes de informação e lista a discografia do compositor. A maioria das entradas inclui a biografia de uma compositora, nome completo, data de nascimento, data de falecimento e uma lista de composições. Há apêndices que incluem compositoras que não têm muitas informações escritas sobre elas, tabelas de obras distribuídas, pseudônimos, óperas e operetas.

## Recepção da crítica
A enciclopédia foi revisada pela The Library Quarterly em julho de 1982 e pela Music Library Association em 1983. Ela foi listada em Estudos da Mulher: Uma Bibliografia Recomendada com a declaração: "Este valioso trabalho de referência é altamente recomendado para bibliotecas acadêmicas". Edward Rothstein do The New York Times escreveu: "Mas a Enciclopédia Internacional de Compositoras de Aaron I. Cohen, recém publicada por RR Bowker, é o primeiro extenso livro de referência de interesse para qualquer pessoa preocupada com a história da composição musical feminina".